# A folyók nem állnak meg (televíziós sorozat)
A Folyók nem állnak meg (eredeti cím: All the Rivers Run) 1983-ban bemutatott ausztrál drámasorozat, amely Nancy Cato 1958-as azonos című történelmi regénye alapján készült. A főbb szerepekben Sigrid Thornton és John Waters látható.
Ausztráliában 1983 október 4-től sugározták. A sorozat hatalmas sikert aratott, több mint 70 országba adták el, köztük az Egyesült Államokba, ahol 1984-ben került adásba.
Magyarországon az 1980-as években a kedd estéként bemutatott sorozatok egyike volt. 1988. augusztus 16. és 1988. október 4. között nyolc részben tűzték műsorra.

## Történet
A szerelmi történet egy angol lány, Philadelphia Gordon életét követi nyomon. 1892-ben hajótörést szenved Ausztrália partjainál, a szerencsétlenséget csak egy tengerész és ő maga éli túl. Gordon a nagynénjénél talál menedéket. Útban új otthona felé, a Murray folyón közlekedő gőzhajó fedélzetén megismerkedik Brenton Edward hajós kapitánnyal, a találkozás megváltoztatja életét. Az öröksége egy részét a PS Philadelphia nevű lapátkerekes gőzhajóba fekteti, amely a Murray folyón közlekedik. A lányt élete a folyó zord szépsége és kalandjai, valamint a melbourne-i társasági élet és festői karrierje között zajlik.

## A sorozat készítése
A forgatásra Ausztrália Victoria államában, Melbourne-től északra, a Murray folyó partján található Echuca kisvárosban, illetve Melbourne-ben került sor.

## Folytatás
A sorozat folytatása 1989-ben készült All the Rivers Run II. címmel, premierje 1990 márciusában volt. A korábbi főszereplők megmaradtak, azonban Philadelphia Gordon szerepében Sigrid Thorntont a szintén ausztrál Nikki Coghill színésznő váltotta.